# Deadache
Deadache — четвёртый студийный альбом финской хард-рок-группы Lordi, выпущенный в Финляндии 29 октября 2008. Deadache был выпущен в течение той же самой недели приблизительно в 30 различных странах. Официальный выпуск альбома был в Клубе Tavastia в Хельсинки 31 октября 2008 на Хэллоуин.
Первым синглом альбома стала песня «Bite It Like a Bulldog», которая была выпущена 3 сентября 2008.
Lordi начали запись Deadache 7 мая 2008. Для нового альбома группа имела 60 композиций, из них группой и было выбрано 14. Все члены группы участвовали в написании песен альбома. Запись была закончена в июне.

## Список композиций
1. «SCG IV» — 0:42 (музыка и текст: Mr.Lordi)
2. «Girls Go Chopping» — 4:02 (Музыка: Mr. Lordi, текст: Mr.Lordi, Lipp)
3. «Bite It Like A Bulldog» — 3:29 (музыка: Mr.Lordi, OX, текст: Mr.Lordi)
4. «Monsters Keep Me Company» — 5:28 (музыка: Mr.Lordi, Kita, Amen, текст: Mr.Lordi)
5. «Man Skin Boots» — 3:42 (музыка: Mr.Lordi, текст: Mr.Lordi, Lipp)
6. «Dr. Sin Is In» — 3:47 (музыка: Kita, Amen, текст: Mr.Lordi)
7. «The Ghosts Of The Heceta Head» — 3:38 (музыка: Mr.Lordi, Amen, текст: Mr.Lordi, Lipp)
8. «Evilyn» — 4:00 (музыка & текст: Mr.Lordi)
9. «The Rebirth Of The Countess» — 1:59 (музыка: Awa, текст: Mr.Lordi, Awa)
10. «Raise Hell In Heaven» — 3:32 (музыка: Mr.Lordi, текст: Mr.Lordi, Lipp)
11. «Deadache» — 3:28 (музыка: Mr.Lordi, текст: Mr.Lordi, Lipp)
12. «Devil Hides Behind Her Smile» — 4:12 (музыка: Mr.Lordi, текст: Mr.Lordi, Lipp)
13. «Missing Miss Charlene» — 5:10 (музыка: Mr.Lordi, PK Hell, текст: Mr.Lordi, Lipp)
14. «Hate At First Sight (Gigipack Bonustrack)» — 3:33 (музыка: Mr.Lordi, PK Hell, текст: Mr.Lordi, Lipp(?))
15. «Dead Bugs Bite (iTunes Version Bonustrack)» — 3:48 (музыка: Mr. Lordi, текст: Mr. Lordi, Lipp)
16. «The House (Finnish Version Bonustrack)» — 4:15 (музыка: Neumann, текст: Mr. Lordi, Lipp(оригинальный текст Neumann)
17. «Where’s The Dragon (Japanese Version Bonustrack)» — 3:01 (музыка: Kita, OX, Lipp, текст: Mr.Lordi, Lipp)
18. «Beast Loose In Paradise» (Japanese Version Bonustrack) — 3:10 (музыка и текст: Mr. Lordi)

## Позиция в чартах
| Чарт (2008)                    | Позиция |
| ------------------------------ | ------- |
| Austria Albums Chart           | 51      |
| Finland Albums Chart           | 5       |
| Sweden Albums Chart            | 42      |
| Switzerland Albums Chart       | 73      |
| German Albums Chart            | 33      |
| UK Rock Albums Chart           | 38      |
| US Top Heatseekers Chart       | 13      |
| European Top 100 Albums        | 71      |
| Top Heatseekers (Northeast)    | 6       |
| Biboard Top Independent Albums | 37      |

## История релизов
| Страна                | Дата релиза     |
| --------------------- | --------------- |
| Германия              | 24 октября 2008 |
| Великобритания        | 27 октября 2008 |
| Весь мир через iTunes | 27 октября 2008 |
| США                   | 28 октября 2008 |
| Япония                | 29 октября 2008 |
| Финляндия             | 29 октября 2008 |

## Участники записи
- Томи «Mr. Lordi» Путаансуу — вокал
- Юсси «Amen» Сюданмаа — гитара
- Самер «Ox» эль-Наххал — бас-гитара
- Леена «Awa» Пейса — клавишные
- Сампса «Kita» Астала — ударные